# Tác động của bão Yagi tại Việt Nam
Bão Yagi, tại Việt Nam là bão số 3 năm 2024, hình thành từ một áp thấp nhiệt đới ở ngoài khơi Philippines, đi vào biển Đông và nhanh chóng phát triển lên cấp siêu bão, đến ngày 7 tháng 9 năm 2024, bão Yagi đã đổ bộ vào các tỉnh Quảng Ninh và Hải Phòng của Việt Nam và gây thiệt hại nghiêm trọng về nhân mạng và tài sản. Bão Yagi đã gây ra gió mạnh và mưa lớn cho toàn bộ miền Bắc Việt Nam, kéo theo một loạt tác động tiêu cực khác như lũ quét, sạt lở đất ở vùng núi, đồng thời gây ra một đợt lũ lụt được đánh giá là "lịch sử" tại khu vực miền Bắc Việt Nam vào đầu tháng 9 năm 2024, với đỉnh lũ trên nhiều sông đạt mức báo động 3 và trên báo động 3, cá biệt một số sông vượt giá trị cao nhất trong quá khứ.
Bão Yagi được Chính phủ Việt Nam đánh giá là "mạnh nhất trong 30 năm qua" trên Biển Đông và "trong 70 năm qua trên đất liền", với nhiều đặc điểm "chưa từng có tiền lệ". Báo cáo của Cục Quản lý Đê, điều và Phòng chống thiên tai Việt Nam cho biết bão Yagi và mưa lũ sau bão đã gây thiệt hại 84,5 nghìn tỷ đồng (tương đương 3,47 tỷ USD) về tài sản, làm 345 người chết và mất tích ở nước này. Yagi được đánh giá là một trong những thiên tai thảm khốc nhất tại Việt Nam những năm qua. Sau bão Yagi, Việt Nam đã kêu gọi và nhận được những sự hỗ trợ từ trong nước và quốc tế nhằm khắc phục hậu quả thiên tai.
Bão Yagi đã tác động mạnh đến nhiều vấn đề kinh tế – xã hội tại Việt Nam, gây ảnh hưởng đến tâm lý của một bộ phận người dân trong nước. Ngoài ra, Yagi cũng để lại một số vấn đề trong việc xác định cường độ khi đổ bộ của bão tại Việt Nam, cùng những tranh cãi liên quan đến vấn đề quyên góp từ thiện ủng hộ sau bão lũ.

## Bối cảnh
Trước đợt đổ bộ của bão Yagi (bão số 3) vào Việt Nam, báo chí trong nước đã đưa tin về sự bất thường của tình trạng thời tiết tháng 8. Trả lời báo Tài nguyên và Môi trường, ông Mai Văn Khiêm – Giám đốc Trung tâm Dự báo khí tượng thủy văn quốc gia – cho biết nền nhiệt trung bình cả nước đạt 28,3 độ C, mức cao nhất trong lịch sử quan trắc. Đồng thời, tháng 8 năm 2024 cũng là lần thứ 6 không có bão hoặc áp thấp nhiệt đới trong vòng 61 năm tại biển Đông tính từ năm 1963, một điều rất hiếm khi xảy ra. Hệ thống khí quyển Trái Đất đạt trạng thái trung tính sau một năm duy trì hình thế El Niño từ tháng 5 năm 2023, và được dự báo chuyển pha sang hiện tượng La Niña từ tháng 9 năm 2024 đến đầu năm 2025. Ông Khiêm cho rằng sẽ có bão hoặc áp thấp nhiệt đới với số đợt xấp xỉ hoặc hơn trung bình nhiều năm, các cơn bão có thể đổ bộ vào miền Trung và miền Nam Việt Nam nhiều hơn. Nền nhiệt cao của biển, kết hợp với ảnh hưởng của La Niña, được dự báo sẽ tạo điều kiện thuận lợi cho sự hình thành các cơn bão mạnh hơn, với cấp độ gió từ 11–12 trở lên.
Ngày 30 tháng 8, Cục Khí tượng Nhật Bản (JMA) đã công bố báo cáo về sự hiện diện của một vùng áp thấp ở khu vực phía Tây Bắc của Palau. Đến ngày 1 tháng 9, áp thấp này mạnh lên thành bão nhiệt đới và được JMA đặt tên là Yagi. Sáng ngày 2 tháng 9, bão Yagi di chuyển dọc theo bờ biển đảo Luzon, miền Bắc Philippines, gây ngập lụt ở nhiều khu dân cư địa phương. Trong ngày này, các chuyên gia khí tượng đã cho rằng bão Yagi có xác suất đi vào biển Đông tới 90%, ở thời điểm chiều và đêm ngày kế tiếp. Sáng ngày 3 tháng 9, bão Yagi đi vào khu vực Bắc Biển Đông, trở thành cơn bão số 3 trong năm 2024, di chuyển theo hướng Tây Tây Bắc. Yagi mạnh lên thành siêu bão vào trưa ngày 5 tháng 9, sức gió đạt 201 km/h (cấp 16). Cơn bão này đổ bộ vào thành phố Văn Xương, tỉnh Hải Nam, Trung Quốc với sức gió trên cấp 17 lúc 16:20 ngày 6 tháng 9 theo giờ địa phương (CST).
Ngày 7 tháng 9, bão Yagi đi vào vịnh Bắc Bộ, tăng tốc từ lúc rời đảo Hải Nam. Theo JTWC, do điều kiện thuận lợi, bão Yagi dự kiến mạnh lên đến ít nhất 215 km/h trong 6–12 giờ tới trước khi đổ bộ vào Việt Nam.

## Công tác phòng chống thiên tai
Ngay từ ngày 3 tháng 9, khi Yagi vừa vào biển Đông, Thủ tướng Chính phủ Việt Nam đã ký ban hành Công điện về việc ứng phó với bão. Một ngày sau, Bộ Nông nghiệp và Phát triển nông thôn tổ chức họp triển khai ứng phó với bão số 3 bằng hình thức trực tiếp kết hợp trực tuyến với 11 tỉnh, thành phố thuộc khu vực Bắc Bộ và Bắc Trung Bộ. Ngày 5 tháng 9, Phó Thủ tướng Việt Nam Trần Hồng Hà đã chủ trì họp Ban Chỉ đạo Phòng thủ dân sự quốc gia và kết nối đến các tỉnh thành phố. Ông yêu cầu các tỉnh thành chống bão quyết liệt trên tinh thần "hành động không nuối tiếc", thậm chí tuyên bố sẽ "xử lý nghiêm" trách nhiệm của người đứng đầu tỉnh đó nếu có sự chủ quan, lơ là. Ban Chỉ đạo Phòng thủ dân sự quốc gia thuộc Chính phủ Việt Nam cho biết đã huy động 457.460 người sẵn sàng ứng phó bão Yagi. Trong đó số lượng bộ đội là 99.100, 318.900 dân quân tự vệ, 39.370 người dự bị động viên. Hơn 10.100 phương tiện, trong đó có 400 xe đặc chủng, 4.770 ô tô, 4.940 tàu thuyền và 6 máy bay cũng được huy động. Để đối phó, chính quyền Việt Nam đã khuyến cáo ngư dân không nên đánh bắt cá ở các vùng biển nguy hiểm; người dân không tổ chức các hoạt động ngoài trời và đề nghị tăng cường bảo vệ nhà cửa, kiểm tra đê điều, đặc biệt là tại các điểm mà bão sẽ đổ bộ. Với các khu vực tỉnh thành không giáp biển như tại ngoại thành Hà Nội, Thái Nguyên, lực lượng công an cùng người dân đã đắp đê ngăn lũ, lội ruộng gặt lúa để chống ngập úng cả trước và trong bão. Chính quyền các tỉnh ven biển Bắc Bộ và Bắc Trung Bộ từ Quảng Ninh đến Nghệ An đã ban hành lệnh cấm biển.
Lần đầu tiên trong lịch sử, cơ quan chức năng Việt Nam ban hành cảnh báo cấp độ rủi ro thiên tai là cấp 4 cho khu vực Vịnh Bắc Bộ. Một Sở Chỉ huy tiền phương phòng chống bão Yagi đã được Chính phủ Việt Nam thành lập, đặt tại thành phố Hải Phòng. Nhiều tỉnh, thành phố ở Việt Nam đã cho học sinh nghỉ học ngày 7 tháng 9 và một vài ngày sau bão để phòng tránh các ảnh hưởng tiêu cực từ cơn bão Yagi. Nhiều trường đại học cũng cho sinh viên tạm hoãn nhập học, nghỉ học hoặc học trực tuyến trong thời gian chịu ảnh hưởng của bão. Hơn 300 chuyến bay cũng đã bị ảnh hưởng bởi bão Yagi tại Việt Nam. Nhiều ngành nghề, địa phương đã lên phương án, kịch bản và gửi các công điện triển khai công tác ứng phó bão Yagi đến các cấp trực thuộc. Một trận đấu bóng đá giữa hai đội tuyển bóng đá quốc gia Nga và Thái Lan dự kiến diễn ra ngày 7 tháng 9 tại giải giao hữu LPBank Cup 2024 đã bị Liên đoàn bóng đá Việt Nam (VFF) hủy bỏ trước những ảnh hưởng của siêu bão Yagi.

## Tác động

### Ảnh hưởng từ gió bão và hoàn lưu

Bão Yagi tiếp cận bờ biển miền Bắc Việt Nam ngày 7 tháng 9

Sáng ngày 7 tháng 9, bão Yagi càn quét đảo Bạch Long Vĩ (Hải Phòng) và Cô Tô (Quảng Ninh), gây ra gió mạnh cấp 13, giật cấp 15–16; khiến nhiều cây cối ngã đổ và hư hại hạ tầng. Các địa phương ở đất liền Quảng Ninh và Hải Phòng cũng đã có gió mạnh cấp 7–9. Khoảng 2 giờ chiều theo giờ Việt Nam ngày 7 tháng 9, bão đổ bộ vào đất liền tỉnh Quảng Ninh, một số trạm đo tại các tỉnh thành như Quảng Ninh, Hải Phòng, Hải Dương, Lạng Sơn ghi nhận gió mạnh từ cấp 10 đến cấp 13, riêng tại Bãi Cháy ghi nhận gió mạnh cấp 14–15 giật trên cấp 17. Theo Cơ quan Khí tượng Nhật Bản (JMA) thì bão đổ bộ Việt Nam với sức gió khoảng 90 kn (165 km/h), trong khi theo Trung tâm Cảnh báo Bão Liên hợp (Hải quân Hoa Kỳ), bão đổ bộ ở cường độ 110 kn (205 km/h) tương đương cuối cấp 3 theo thang bão Saffir-Simpson. Bão gây nhiều thiệt hại về nhà cửa, làm gãy đổ cây xanh, cột điện gây ra mất điện ở Hải Phòng và Quảng Ninh, nhiều nhà dân bị tốc mái tôn, nhiều khu vực sản xuất nông nghiệp bị ngập úng, các khu vực chăn nuôi bị thiệt hại. Các tỉnh thành khác ở đồng bằng Bắc Bộ và trung du miền núi Bắc Bộ cũng chịu ảnh hưởng của gió giật mạnh.
Hoàn lưu bão Yagi trước khi đổ bộ đã gây ra mưa dông tại nhiều nơi trên cả nước. Từ ngày 7 tháng 9 đến ngày 12 tháng 9, Yagi đã gây ra mưa lớn trên diện rộng tại khu vực Bắc Bộ và Bắc Trung Bộ của Việt Nam, tổng lượng mưa phổ biến 250–450 mm, có nơi cao hơn 550–700 mm, lượng mưa do bão góp phần khiến cho lượng mưa trong 10 ngày đầu tháng 9 tại 83 trong tổng số 84 trạm ở miền Bắc Việt Nam đã vượt trung bình nhiều năm từ 4 đến 6 lần. Nhiều trạm đo mưa ở khu vực này cũng đã ghi nhận tổng lượng mưa cao kỷ lục trong tháng 9 mà một phần nguyên nhân từ đợt mưa do bão Yagi.

### Lũ lụt và vỡ đê
Do mưa lớn, mực nước tại các hệ thống sông chính tại miền Bắc là hệ thống sông Hồng và hệ thống sông Thái Bình lên nhanh, gây ra một đợt lũ lớn tại khu vực này từ ngày 8 đến ngày 15 tháng 9; ngập lụt sâu diện rộng diễn ra tại 20/25 tỉnh thành thuộc khu vực Bắc Bộ. Bên cạnh đó, mưa lớn do bão cũng làm nước từ thượng nguồn chảy về Hồ thủy điện Thác Bà khiến mực nước tại hồ này dâng lên nhanh, được đánh giá "đạt mức lịch sử" lên đến 5,6 nghìn mét khối trên giây, hồ phải xả lũ 3 cửa. Chính quyền Việt Nam đã chuẩn bị đến khả năng phải phá đập phụ, tuy nhiên sau đó mực nước về hồ giảm dần, phương án phá đập không phải thực hiện và thủy điện Thác Bà an toàn. Ngoài ra, hồ Hòa Bình và hồ Tuyên Quang lần lượt mở 2 và 8 cửa xả đáy.
Đối với hệ thống sông Hồng, lũ đã xảy ra trên toàn hệ thống từ vùng thượng nguồn tại sông Thao đến đoạn hạ nguồn và đổ ra biển ở Đồng bằng Bắc Bộ cùng các nhánh. Tại sông Thao, đỉnh lũ đo tại Bảo Hà (Lào Cai) vào ngày 10 tháng 9 đã vượt mức lũ lụt lịch sử 1971 là 1,02 m; đỉnh lũ đo tại trạm Lào Cai là 86,97 m, trên báo động 3 nhưng dưới mức lũ lịch sử. Đoạn sông Thao qua Yên Bái, đỉnh lũ lúc 17 giờ ngày 10 tháng 9 lên đến 35,73 m, trên báo động 3 và vượt 1,31 m so với mức lịch sử năm 1968. Đỉnh lũ trên sông Lô tại Phú Thọ cũng đạt trên báo động 3. Ở vùng hạ du, mực nước sông Hồng tại trạm Hà Nội cũng lên đến 11,3 m; dưới báo động 3 là 0,2 m vào rạng sáng ngày 12 tháng 9, đỉnh lũ cao nhất kể từ năm 2002 tại trạm này. Trong khi đó, ở vùng ngoại thành Hà Nội, nước sông dâng lên mức vượt báo động 3 tại một số sông nhỏ là nhánh của sông Đáy như như sông Tích, sông Bùi. Ngoài ra, các vùng hạ nguồn như Hà Nam (sông Đáy), Nam Định (sông Ninh Cơ), Ninh Bình (sông Hoàng Long), đỉnh lũ cũng đạt trên báo động 3, gây ngập lụt sâu nhiều vùng. Trong đó, đỉnh lũ trên sông Đáy tại trạm Phủ Lý đạt 5,22 m vào ngày 12 tháng 9, vượt mức lũ lịch sử là 0,29 m và lũ trên sông Ninh Cơ cũng đạt đỉnh trong chiều 12 tháng 9, vượt mức lũ lịch sử 0,14 m.
Đối với hệ thống sông Thái Bình, đỉnh lũ trên sông Cầu tại Gia Bảy, Thái Nguyên đạt 28,81 m, tức trên 1,81 m so với mực nước báo động 3 và vượt mức lũ lịch sử được ghi nhận vào năm 1959; đỉnh lũ sông Cầu tại Bắc Ninh và sông Thương tại Bắc Giang cũng đạt ngưỡng trên báo động 3, riêng tại Phủ Lạng Thương tiệm cận mức lũ lịch sử. Tại Hải Dương, đỉnh lũ các sông Thái Bình, sông Kinh Thầy đạt mức cao nhất trong 28 năm, vượt mức báo động 3. Trong đó, đỉnh lũ sông Thái Bình tại Phả Lại đạt mức 6,25 m vào 17 giờ ngày 12 tháng 9, cao nhất từ năm 1996 đến nay. Lũ lớn cũng xuất hiện ở một số sông khác trên hệ thống sông Thái Bình như sông Kinh Môn, sông Gùa.
Mực nước lũ lên cao đã gây ngập lụt tại các vùng trũng thấp ở ven các sông; nhiều bãi bồi, bờ bãi bị nước xâm lấn; nhiều diện tích bãi nổi giữa sông bị ngập sâu. Hệ thống đê, kè, công trình ven sông tại các tỉnh Đồng bằng sông Hồng chịu ảnh hưởng tiêu cực, đặc biệt tại các vị trí điểm yếu. Các hoạt động giao thông đường thủy, nuôi trồng thủy sản, sản xuất nông nghiệp và các hoạt động kinh tế xã hội, đặc biệt tại hạ lưu sông Hồng, sông Thái Bình, cũng bị ảnh hưởng. Tối ngày 10 tháng 9, một sự cố vỡ đê tại sông Lô đã xảy ra, khiến cho nhiều nhà dân tại xã Quyết Thắng, huyện Sơn Dương của tỉnh Tuyên Quang bị nhấn chìm dưới nước trong một khu vực rộng lớn. Vị trí đê bị vỡ giáp với ranh giới giữa xã Quyết Thắng với xã Hợp Nhất của huyện Đoan Hùng, tỉnh Phú Thọ. Theo tờ Thanh Niên, chiều dài đoạn đê bị vỡ là 22 m và nguyên nhân gây ra sự cố là do mưa lũ do ảnh hưởng sau bão Yagi khiến cho mực nước sông Lô dâng cao trên mức báo động 3.

### Sự cố và thảm họa
Vào khoảng 10 giờ 2 phút ngày 9 tháng 9, cầu Phong Châu nối 2 huyện Tam Nông và Lâm Thao của tỉnh Phú Thọ đã xảy ra tình trạng bị sập nhịp, cuốn trôi trụ T7 và 2 nhịp dàn chính (nhịp 6 và nhịp 7 phía bờ bên phải phía sông Thao, thuộc địa bàn huyện Tam Nông. Theo thông tin ban đầu xác định, tại thời điểm xảy ra sự cố có 10 phương tiện đang di chuyển trên cầu (1 xe ô tô tải, 2 xe ô tô đầu kéo, 6 xe mô tô, 1 xe máy điện), khiến cho 8 người mất tích, 3 người bị thương được đưa đi cấp cứu tại cơ sở y tế. Theo Ủy ban Nhân dân tỉnh Phú Thọ, nguyên nhân về sự cố gây ra sập, trôi cầu Phong Châu là do ảnh hưởng của mưa, lũ sau bão số 3. Sở Giao thông Vận tải Phú Thọ ban đầu xác định bão khiến mưa lũ, nước sông dâng, chảy xiết, dẫn đến thay đổi địa hình dưới cầu, làm sập hai nhịp cầu.
Một ngày sau, vào ngày 10 tháng 9, một trận lũ quét nghiêm trọng đã xảy ra tại thôn Làng Nủ (xã Phúc Khánh, huyện Bảo Yên, tỉnh Lào Cai). Theo Nguyễn Châu Lân cùng nhóm nghiên cứu tại Trường Đại học Giao thông Vận tải và Trường Đại học Thủy lợi, một khối lượng đất đá lên tới 1,6 triệu mét khối từ núi Con Voi (cao trung bình trên 1000 mét so với mực nước biển) đổ xuống với tốc độ rất nhanh, lúc nhanh nhất lên tới 20 m/s (72 km/h) nên chỉ trong khoảng 10 đến 15 phút, dòng thác bùn đá lớn đã tràn xuống Làng Nủ, bao phủ một diện tích lên tới 38 ha, nhấn chìm 37 ngôi nhà trong dòng lũ bùn đá với độ sâu từ 8–15 m, nơi sâu nhất bị phủ tới 18 m, chiều dài của dòng lũ bùn đá lên tới 3,6 km. Theo VnExpress, yếu tố địa hình, độ dốc, địa chất, ảnh hưởng từ biến đổi khí hậu với những đợt mưa lớn sau bão là nguyên nhân tác động đến hiện tượng lũ quét, sạt lở tại Làng Nủ cũng như các tỉnh vùng núi khác. Sạt lở đất, lũ ống, lũ quét cũng xảy ra tại nhiều địa phương khác ở miền Bắc Việt Nam như Cao Bằng, Hòa Bình, Lào Cai, Yên Bái, Quảng Ninh,…

## Thiệt hại
| Tỉnh thành                                                   | Thiệt hại (tỷ đồng)  | Nguồn  |
| ------------------------------------------------------------ | -------------------- | ------ |
| Quảng Ninh                                                   | 28.034               | [ 73 ] |
| Hải Phòng                                                    | 13.062,7             | [ 74 ] |
| Hà Nội                                                       | >2.287               | [ 75 ] |
| Thái Bình                                                    | 1.479                | [ 76 ] |
| Hải Dương                                                    | 7.498                | [ 76 ] |
| Nam Định                                                     | 1.142                | [ 76 ] |
| Ninh Bình                                                    | 376,6                | [ 77 ] |
| Hà Nam                                                       | 793,4                | [ 78 ] |
| Vĩnh Phúc                                                    | 705                  | [ 79 ] |
| Hưng Yên                                                     | 3.637,6              | [ 80 ] |
| Bắc Ninh                                                     | 1.200                | [ 81 ] |
| Hoà Bình                                                     | 1.065                | [ 81 ] |
| Thái Nguyên                                                  | 859                  | [ 76 ] |
| Bắc Giang                                                    | 5.000                | [ 82 ] |
| Tuyên Quang                                                  | 1.890                | [ 83 ] |
| Hà Giang                                                     | 1.400                | [ 84 ] |
| Lào Cai                                                      | >7.065               | [ 85 ] |
| Phú Thọ                                                      | 1.588                | [ 81 ] |
| Yên Bái                                                      | 5.738                | [ 76 ] |
| Lạng Sơn                                                     | >900                 | [ 86 ] |
| Sơn La                                                       | >666                 | [ 87 ] |
| Điện Biên                                                    | 4,7                  | [ 88 ] |
| Lai Châu                                                     | 6,3                  | [ 89 ] |
| Cao Bằng                                                     | <920                 | [ 90 ] |
| Bắc Kạn                                                      | 909                  | [ 91 ] |
| Thanh Hoá                                                    | 430                  | [ 92 ] |
| Tổng thiệt hại                                               | 84.544 (3,47 tỷ USD) | [ 93 ] |
| Do các nguồn báo cáo khác nhau nên tổng số có thể không khớp |                      |        |

Bão Yagi và mưa lũ sau bão đã gây ra hậu quả nghiêm trọng cho Việt Nam, là đợt thiên tai nghiêm trọng nhất tại miền Bắc trong rất nhiều năm trở lại đây. Theo báo cáo của Cục Quản lí đê điều và Phòng, chống thiên tai, bão Yagi và mưa lũ sau bão đã khiến 325 người chết, 20 người mất tích, 2.046 người bị thương, 262.990 nhà ở bị thiệt hại trong đó có 175.704 nhà ở bị ngập nước; 232.025 ha diện tích lúa bị thiệt hại, 51.333 gia súc bị chết, cuốn trôi; thiệt hại do bão gây ra tại Việt Nam ước tính 84.544 tỷ đồng. Giá trị thiệt hại kinh tế được cho là tương đương với tổng thu ngân sách nhà nước toàn vùng Trung du và miền núi phía Bắc. Còn theo tổng hợp từ báo VietNamNet, thiệt hại kinh tế hơn 88.700 tỷ đồng (tương đương 3,65 tỷ USD, bằng 0,62% GDP Việt Nam năm 2023), làm giảm 0,24% GDP Việt Nam năm 2024. Tại Việt Nam, thiệt hại kinh tế do bão Yagi và mưa lũ sau bão là lớn nhất từ trước tới nay do thiên tai gây ra, thiệt hại kinh tế gấp 4 lần so với trung bình thiệt hại do thiên tai 10 năm gần đây, vượt qua tổng số thiệt hại khoảng 60.000 tỷ đồng của năm 2017.
Ít nhất 130.000 người đã phải di dời trên toàn quốc. Hơn 241.000 ngôi nhà bị hư hại trên khắp cả nước, trong khi lũ lụt đã nhấn chìm 84.000 ngôi nhà, và 280,000 hécta (691,90 mẫu Anh) cây trồng và gây ảnh hưởng đến nghề nuôi trồng và đánh bắt hải sản. Theo Hiệp hội Chế biến và Xuất khẩu Thủy sản Việt Nam, toàn ngành thủy sản tại Việt Nam "điêu đứng" sau bão, các doanh nghiệp chịu thiệt hại về cơ sở vật chất, giảm cơ hội kinh doanh. Thiệt hại cũng xảy ra với 2.350 trường học và 745 cơ sở y tế. Quỹ Nhi đồng Liên Hợp Quốc (UNICEF) ước tính rằng ba triệu người trên khắp cả nước có nguy cơ mắc bệnh do thiếu nước uống và vệ sinh, trong khi hai triệu trẻ em cần được tiếp cận với giáo dục, hỗ trợ tâm lý xã hội và các chương trình cung cấp thực phẩm tại trường học. Ngành Giáo dục Việt Nam cũng chịu thiệt hại nặng nề với 59 học sinh, giáo viên tử vong và mất tích; nhiều công trình trường học bị sụp đổ, tốc mái; trang thiết bị dạy học, bàn ghế, sách vở bị nước cuốn trôi, hư hỏng nặng.
Về công nghiệp, 111 khu công nghiệp và 4.760 doanh nghiệp có vốn đầu tư trực tiếp nước ngoài (FDI) hoạt động tại khu vực miền Bắc trong các ngành công nghiệp như điện tử và cơ khí, công nghệ thông tin, vật liệu xây dựng, lâm nghiệp và thủy sản, dệt may, ô tô, lọc hóa chất và hóa dầu và du lịch, chịu tác động tiêu cực của bão và mưa lũ. Có 6,1 triệu khách hàng tại Việt Nam đã bị ảnh hưởng bởi các sự cố về điện do bão Yagi và mưa lũ gây ra, có nơi bị cắt điện kéo dài nhiều ngày do hệ thống lưới điện bị hư hại trong bão lũ, tính đến ngày 17 tháng 9 vẫn còn hơn 100 nghìn hộ dân chưa có điện.
Về dịch vụ, hai nhóm ngành Ngân hàng và Bảo hiểm là hai lĩnh vực chịu ảnh hưởng lớn nhất. Đối với ngành Ngân hàng, tổng dư nợ tín dụng bị ảnh hưởng bởi hậu quả của bão và lũ lụt lên đến 100 nghìn tỷ đồng. Về lĩnh vực bảo hiểm, Tổng công ty Bảo hiểm PVI ghi nhận hơn 500 vụ tổn thất về bảo hiểm tài sản, ước tổng mức khiếu nại tổn thất hơn 2.000 tỷ đồng. Giá cổ phiếu của nhiều công ty bảo hiểm đã giảm mạnh trên sàn chứng khoán do ảnh hưởng tiêu cực từ bão lũ. Toàn ngành bảo hiểm thiệt hại 12,8 nghìn tỷ đồng sau bão và lũ lụt. Ngành du lịch cũng chịu những tác động tiêu cực do bão và mưa lũ, nhiều điểm du lịch bị thiệt hại nặng về cơ sở vật chất, quang cảnh. Về thị trường, sau bão và mưa lũ, tại nhiều chợ dân sinh ở một số tỉnh thành, các loại rau có sự tăng giá so với thời điểm trước khi bão đổ bộ. Thời điểm đầu năm 2025, giá nhiều mặt hàng phục vụ Tết Nguyên Đán Ất Tỵ như đào, quất có xu hướng tăng do những ảnh hưởng tiêu cực của bão Yagi và mưa lũ.

### Những địa phương chịu thiệt hại nặng nhất
Quảng Ninh là địa phương chịu thiệt hại về kinh tế nặng nề nhất tại Việt Nam trong bão Yagi, với con số ước tính lên đến khoảng 28 nghìn tỷ đồng. Địa phương này cũng ghi nhận 29 người chết, 1.609 người bị thương và 102.467 ngôi nhà bị hư hỏng, 254 nhà đổ, sập, 5.000 nhà bị ngập, sạt lở, 27 tàu du lịch, 116 tàu đánh cá, 126 tàu chở hàng, chở người các loại ở Quảng Ninh bị chìm. Quảng Ninh cũng là địa phương ghi nhận gió bão giật trên cấp 17 lần đầu tiên tại Việt Nam tại trạm Bãi Cháy thuộc thành phố Hạ Long, thành phố này cũng là địa phương chịu thiệt hại kinh tế nặng nề nhất trong tỉnh với con số ước tính lên đến hơn 9.000 tỷ đồng. Toàn tỉnh Quảng Ninh mất điện do ảnh hưởng của bão Yagi, hàng loạt cột điện trên địa bàn tỉnh này bị gãy, đổ. Nhiều nhà máy, khu công nghiệp trên địa bàn tỉnh này bị tàn phá bởi bão Yagi. Ngành công nghiệp than và hệ thống thông tin liên lạc tại tỉnh này cũng bị tàn phá nghiêm trọng. Về lâm nghiệp, trên 117.000 ha rừng ở Quảng Ninh bị thiệt hại sau bão với mức độ từ 30% đến 100%; chủ yếu là rừng trồng với các loại cây như cây thông, keo, bạch đàn; khi vào mùa hanh khô, thời tiết nắng nhiều và độ ẩm thấp khiến những khu rừng này liên tục xảy ra cháy. Ngành thủy sản tỉnh này cũng chịu thiệt hại nặng nề sau bão Yagi, rất nhiều tấn các loài thủy sản của tỉnh này mất trắng, hư hỏng. Hai công trình có tính biểu tượng của tỉnh Quảng Ninh là Cung Quy hoạch, hội chợ và triển lãm tỉnh (cung Cá Heo) và Bảo tàng Quảng Ninh đều hư hại nặng, phải tạm dừng hoạt động một thời gian để sửa chữa. Về du lịch, hàng loạt cơ sở kinh doanh du lịch trên địa bàn tỉnh này bị hư hỏng nặng; di sản thế giới Vịnh Hạ Long và nhiều điểm du lịch khác ở Quảng Ninh cũng bị thiệt hại nặng sau bão. Trong khi làm nhiệm vụ phòng chống bão số 3, trên địa bàn tỉnh Quảng Ninh có 2 chiến sĩ thuộc Quân đội Nhân dân Việt Nam thiệt mạng. Trong đó một người bị ngã khi giúp người dân tránh cây đổ, và một người tử vong do bị lũ cuốn trôi.
Hai địa phương giáp với Quảng Ninh là Hải Phòng và Hải Dương cũng chịu thiệt hại nặng. Tại Hải Phòng, ước thiệt hại do bão Yagi và mưa lũ gây ra sau bão lên đến 13,062 nghìn tỷ đồng, riêng trong lĩnh vực nông nghiệp và phát triển nông thôn chiếm gần 40% so với tổng thiệt hại trên toàn địa bàn, khi rất nhiều diện tích lúa, hoa màu, rừng trồng, rừng phi lao cùng các cơ sở sản xuất nông nghiệp bị thiệt hại. Các doanh nghiệp ở Hải Phòng cũng bị bão Yagi tác động tiêu cực đến hoạt động sản xuất, nhiều cơ sở vật chất hư hỏng nặng, ước tính mất khoảng 3 tháng để có thể khôi phục sau bão. Hải Phòng cũng là địa phương bị mất điện hoàn toàn do ảnh hưởng từ bão. Về du lịch, Hải Phòng cũng chịu thiệt hại nặng, lượng khách du lịch đến thành phố Hải Phòng tháng 9 năm 2024 giảm 20% so với cùng kỳ năm 2023. Đảo Cát Bà, một điểm du lịch nổi tiếng của thành phố, có 4.700 tòa nhà và 21 tàu bị hư hại, trong đó có 130 tòa nhà bị hư hại hoặc phá hủy nghiêm trọng và 18 tàu bị chìm. Giáp với Hải Phòng, Hải Dương cũng là địa phương chịu thiệt hại nặng về kinh tế với con số ước tính là 7,5 nghìn tỷ đồng. Theo ông Tăng Bá Hoành, nguyên Giám đốc Bảo tàng tỉnh Hải Dương, Yagi là cơn bão mạnh nhất tấn công tỉnh này từ năm 1968 đến nay. Yagi đã làm hàng loạt cây xanh trên địa bàn tỉnh Hải Dương bị gãy đổ. Mưa và lũ lụt sau bão khiến cho nhiều khu dân cư trên địa bàn tỉnh Hải Dương bị ngập sâu. Về nông nghiệp, trên địa bàn tỉnh này có 7,75 nghìn ha lúa bị đổ, bị ngập; 3,2 nghìn ha rau màu bị ngập, đổ gãy hoặc bị dập nát; khoảng 2,25 nghìn ha rừng bị thiệt hại; 73 con gia súc, 388,6 nghìn con gia cầm bị chết; khoảng 560 ha nuôi trồng thủy sản bị tràn bờ, khoảng 434 lồng cá bị tràn, vỡ, trôi lồng. Về cơ sở hạ tầng, 20.650 công trình nhà ở, nhà xưởng, trụ sở, trường học... tại Hải Dương bị sập mái, tốc mái, hư hỏng hoặc bị đổ do bão và lũ lụt.
Lào Cai là địa bàn ghi nhận nhiều người thiệt mạng nhất trong đợt mưa bão, lũ lụt sau bão Yagi tại Việt Nam. Tỉnh này ghi nhận 138 người chết, trong đó có 75 người tại huyện Bảo Yên, 30 người tại huyện Bắc Hà và 13 người mất tích. Thiệt hại kinh tế tại Lào Cai ước tính lên đến khoảng 7,06 nghìn tỷ đồng. Gần một nửa thương vong tại tỉnh này đến từ trận lũ quét ở Làng Nủ, khi dòng lũ đã san phẳng 37 căn nhà tại thôn này chỉ còn 2 ngôi nhà còn nguyên vẹn. 60 người chết và 7 người mất tích do trận lũ quét này. Có những nạn nhân trong thảm họa này chưa biết có những ai trong gia đình bị thiệt mạng khi thảm họa vừa diễn ra. Hình ảnh những quan tài được xếp đầy tại thôn đã gây xúc động mạnh trong dư luận. Ngoài ra, một trận lở đất khác ở Lào Cai đã ập vào và gây thiệt hại cho làng Nậm Tông, khiến 10 người tử vong và 8 người mất tích. Một người trưởng bản tên Ma Seo Chứ tại Bắc Hà, Lào Cai đã được các phương tiện truyền thông và chính quyền địa phương khen ngợi vì hành động cứu giúp người trong thời gian xảy ra bão lũ, khi phát hiện nguy cơ sạt lở trên địa bàn, anh đã vận động 115 người dân trong thôn di dời lên một điểm an toàn để dựng lều tránh trú. Tại Cao Bằng, ghi nhận 55 người chết và 3 người mất tích. Trong ngày 9 tháng 9, hai vụ lở đất xảy ra, một vụ tại xóm Lũng Lỳ, xã Ca Thành, huyện Nguyên Bình đã vùi lấp 6 ngôi nhà và khiến 9 người tử vong, một vụ khác đã cuốn trôi xe khách và một số xe ô tô con, xe máy. Ước tính thiệt hại do bão Yagi và mưa lũ tại Cao Bằng lên tới gần 920 tỷ đồng, với hơn 2 nghìn hecta lúa, hoa màu và các cây công nghiệp, cây ăn quả bị ngập, đổ, dập, gãy cùng nhiều diện tích nuôi trồng thủy sản bị hư hại; về cơ sở vật chất, tỉnh có 38 điểm trường bị hư hỏng hoặc tốc mái, 45 công trình thủy lợi bị thiệt hại nặng hoặc bị vùi lấp, hàng chục công trình như cầu dân sinh cùng trạm y tế và nhà văn hóa xóm cũng như các công trình khác bị hư hỏng và ngập nước.

### Những địa phương khác

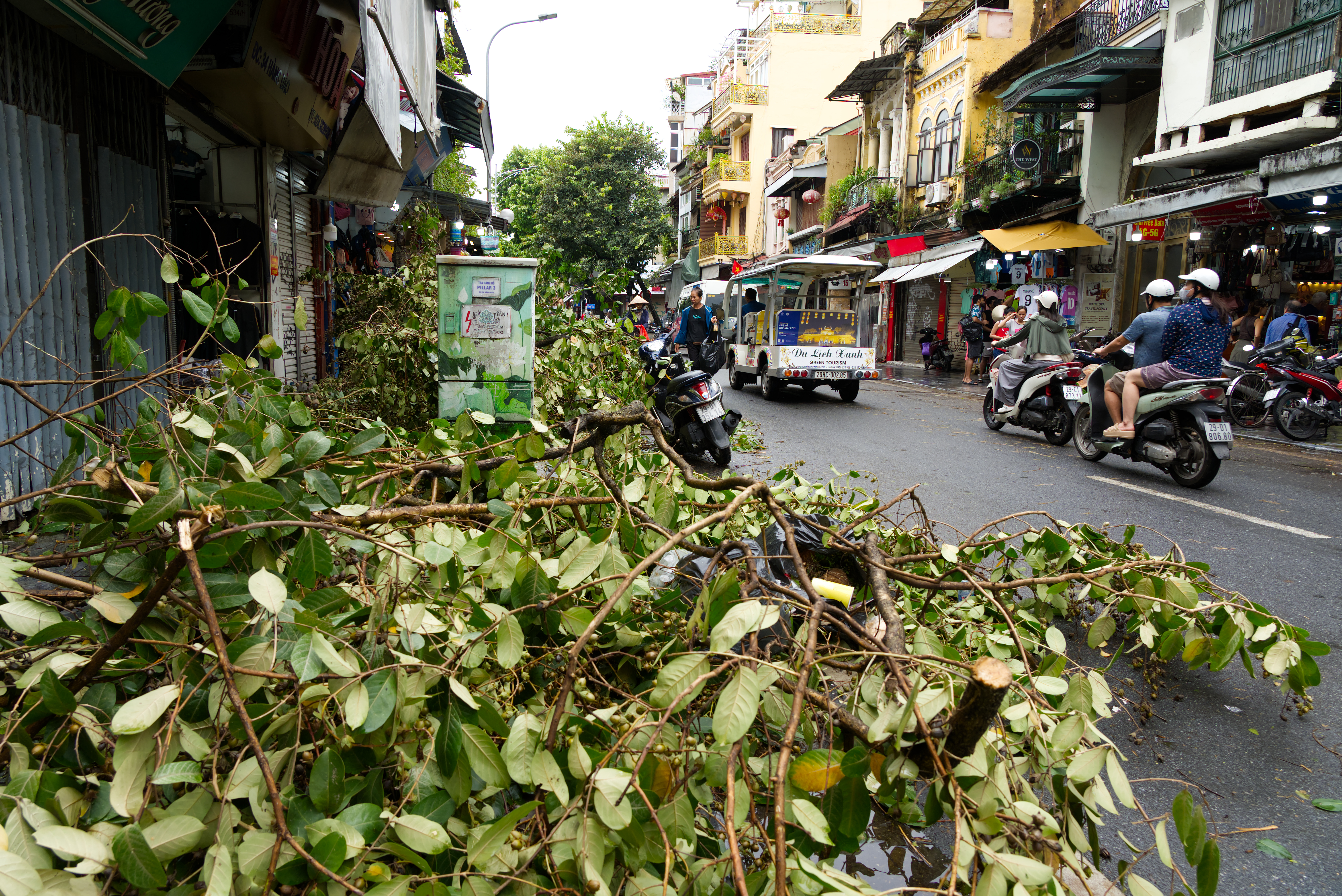
Cành cây gãy trên đường phố Hà Nội do ảnh hưởng của bão Yagi

Trước khi bão Yagi đổ bộ vào Hà Nội, ngày 6 tháng 9, vạt mây hoàn lưu bão gây ra một trận mưa kèm dông lốc trên địa bàn thành phố Hà Nội làm 1 người chết và 6 người bị thương. Khi bão Yagi tràn vào miền Bắc Việt Nam, gió bão ghi nhận được ở các trạm khí tượng tại Hà Nội và sân bay Nội Bài là cấp 6, cấp 7 và giật cấp 8–10. Hàng loạt cây đổ chắn ngang các tuyến phố Hà Nội, thậm chí ngay cả các tuyến phố trung tâm quanh khu vực Hồ Hoàn Kiếm như phố Nhà Thờ, Lò Sũ, Hàng Dầu, trong đó có cây đa hàng trăm năm tuổi ở đền Bà Kiệu bờ Hồ Hoàn Kiếm cũng bật gốc. Một số khu vực đã mất điện cục bộ do bão. Mưa lớn cũng gây ngập lụt một số tuyến phố trong nội đô, nước tràn vào nhà dân, chung cư gây ảnh hưởng đến sinh hoạt của người dân. Nước lũ từ thượng nguồn sông Hồng đổ về Hà Nội đã lên gần tới mặt cầu Long Biên, cầu Chương Dương, gây ngập sâu tại các bãi bồi ven sông và chân các cầu này, buộc chính quyền phải dừng hoạt động của tàu hỏa qua cầu Long Biên. Nước tràn vào khu vực phường Phúc Tân và Chương Dương tại quận Hoàn Kiếm khiến nhiều khu phố ngập sâu, buộc người dân phải di dời. Ở vùng ngoại thành Hà Nội, mực nước sông Tích, sông Bùi dâng cao khiến nhiều khu vực chìm trong nước lũ, người dân phải đi lại bằng thuyền. Tính chung tại Hà Nội, 6.521 tòa nhà bị hư hỏng; hơn 100.000 cây xanh bị đổ, gãy; thiệt hại kinh tế tại Hà Nội gần 2.300 tỷ đồng.
Khu vực Trung du và miền núi phía Bắc có nhiều địa phương chịu ảnh hưởng nặng do bão Yagi và mưa lũ, lũ ống, lũ quét sau bão. Tại Yên Bái, bão và mưa lũ do hoàn lưu của bão khiến 54 người chết, ước tính thiệt hại kinh tế lên tới 5.738 tỷ đồng. Thành phố Yên Bái ghi nhận lượng mưa trên 200 mm chỉ trong 2 giờ đồng hồ, gây ngập lụt sâu diện rộng trên địa bàn thành phố, và có 22 người thiệt mạng trên địa bàn. Vụ sạt lở tại thôn Át Thượng, xã Minh Xuân, huyện Lục Yên lúc rạng sáng ngày 10 tháng 9 làm 4 ngôi nhà bị mất hoàn toàn khiến 9 người chết. Nhiều nhà ở, cây trồng, vật nuôi và các công trình cũng bị thiệt hại nặng do mưa lũ. Tại Thái Nguyên, nhiều huyện thị trên địa bàn tỉnh này đã ngập chìm trong nước lũ, nhiều hộ dân và gia súc, gia cầm phải di dời. Thành phố Thái Nguyên cũng ngập sâu trong nước, có điểm ngập lên tới 2 m. Tại Bắc Giang, nước lũ sông Cầu tràn qua đê bối, gây ngập lụt tại nhiều địa bàn thuộc huyện Hiệp Hòa. Nước lũ tại Bắc Giang cũng tràn vào các vùng thoát lũ, buộc nhiều hộ dân phải di dời. Tại Phú Thọ, mưa lũ trên địa bàn tỉnh này đã làm ngập lụt lên đến 21 nghìn hecta đất nông nghiệp, hơn 7 nghìn hộ dân phải di dời khẩn cấp. Vụ sập cầu Phong Châu đã làm 8 người mất tích, trong đó đã tìm thấy 4 thi thể tính đến ngày 23 tháng 9. Tại Tuyên Quang, vụ vỡ đê sông Lô gây hư hỏng gần 400 mét kênh, nhiều nhà dân, đường phố trên địa bàn tỉnh đã bị ngập trong nước. Tỉnh này có hơn 3,4 nghìn hecta lúa và hơn 1 nghìn hecta hoa màu, ngô bị ngập úng trong nước lũ; hàng trăm hecta cây trồng hằng năm, cây ăn quả, cây lâm nghiệp bị ảnh hưởng, bị đổ, gãy và ngập.
Các khu vực thuộc vùng Đồng bằng sông Hồng cũng chịu ảnh hưởng nặng từ bão và mưa lũ. Tại Hưng Yên, bão và lũ lớn trên sông Hồng, sông Luộc đã gây thiệt hại nặng cho tỉnh ở cả các lĩnh vực nông nghiệp, công nghiệp và cơ sở hạ tầng, cũng như công trình văn hóa, di tích lịch sử. Tại Bắc Ninh, mưa bão và lũ lụt làm hơn 4 nghìn nhà cửa và các công trình, trường học, chợ trên địa bàn bị sập, tốc mái; 655 hộ dân bị ngập úng hoặc có nguy cơ xảy ra ngập úng phải di dời; gần 10 nghìn hecta lúa bị ngập và hơn 82 nghìn con gia cầm bị chết. Các địa phương vùng Nam đồng bằng Bắc Bộ như Hà Nam, Nam Định, Ninh Bình cũng chịu ảnh hưởng nặng. Nhiều huyện thị trên địa bàn tỉnh Hà Nam ngập sâu do nước sông Đáy lên cao, hàng trăm hộ dân phải di dời. Tại Ninh Bình, mực nước trên sông Hoàng Long và sông Đáy dâng cao đến báo động 3, gây ngập hơn 1 nghìn hộ dân ven sông ở hai huyện Nho Quan và Gia Viễn, làm cuộc sống của nhiều người dân bị ảnh hưởng. Lãnh đạo tỉnh này phải phát lệnh di dân khẩn cấp do mưa lũ tại vùng phân lũ và chậm lũ tại hai huyện nói trên, nhưng chưa đầy một ngày sau thì dừng lệnh do lũ rút. Tại Nam Định, trận mưa vào ngày 10 tháng 9 đã vượt kỷ lục lịch sử năm 1993, khiến thành phố này ngập sâu. Nước lũ trên sông Ninh Cơ và sông Đáy dâng cao, có những điểm tràn đê bối, gần 500 hộ dân trên địa bàn tỉnh phải di dời. Tính trên toàn tỉnh này có 18,1 nghìn hecta lúa và 3,8 nghìn hecta hoa màu bị ngập và hư hỏng, hơn 2 nghìn ngôi nhà bị ngập nước. Tại Thái Bình, gió bão và mưa lớn gây thiệt hại đến 55 nghìn hecta lúa mùa. Mưa lũ cũng khiến một số nơi tại tỉnh này bị ngập sâu.

## Cứu trợ và khắc phục hậu quả

### Các nguồn lực trong nước
Thiệt hại và tác động tiêu cực của bão Yagi và mưa lũ khiến Bộ Chính trị Ban Chấp hành Trung ương Đảng Cộng sản Việt Nam phải triệu tập một phiên họp vào ngày 9 tháng 9, sau đó ban hành một kết luận về việc khắc phục hậu quả do bão Yagi và mưa lũ gây ra; chỉ đạo các cơ quan cấp cao của Việt Nam khẩn trương tham gia hoạt động này. Tổng Bí thư kiêm Chủ tịch nước Tô Lâm, Thủ tướng Chính phủ Phạm Minh Chính, Chủ tịch Quốc hội Trần Thanh Mẫn cùng các đoàn công tác đã đi kiểm tra công tác khắc phục hậu quả và động viên bà con nhân dân sau bão và mưa lũ. Chính phủ Việt Nam dành một phút mặc niệm các nạn nhân thiệt mạng do bão lũ trong sáng ngày 14 tháng 9 tại một phiên họp. Ngày 15 tháng 9, Chính phủ Việt Nam tổ chức Hội nghị thường trực Chính phủ về khắc phục hậu quả do Yagi và mưa lũ gây ra, sau đó ban hành một Nghị quyết chuyên đề cùng các chính sách nhằm hỗ trợ người dân, doanh nghiệp khắc phục hậu quả bão lũ.
Trước diễn biến phức tạp của mưa lũ tại miền Bắc, Quân đội nhân dân Việt Nam đã được giao xây dựng phương án sử dụng máy bay, trực thăng tham gia cứu hộ. Trong sáng ngày 12 tháng 9, một chiếc trực thăng EC-155-B1 số hiệu VN-8621 của Công ty Trực thăng miền Bắc đã được khởi hành từ sân bay Gia Lâm để vận chuyển 600 kg hàng hóa nhu yếu phẩm gồm nước uống, lương khô, sữa, mì ăn liền đến Cao Bằng. Chiều 13 tháng 9, Quân đội Việt Nam đã điều động trực thăng quân sự từ Hà Nội nhằm hàng hóa, nhu yếu phẩm tiếp tục tiếp ứng cho đồng bào tại các khu vực đang bị cô lập, giao thông chia cắt do ảnh hưởng của bão lũ ở huyện Bảo Lâm và huyện Bảo Lạc, tỉnh Cao Bằng để tiếp ứng cho người dân vùng lũ. Trong lũ quét làng Nủ, 100 chiến sĩ đã được điều động để tìm kiếm dọc suối Nủ từ sông Chảy vào; 200 chiến sĩ vào tìm kiếm trực tiếp tại khu vực sạt lở. Ngoài ra, khoảng 300 người thuộc lực lượng công an, quân đội, dân quân của huyện và tỉnh cùng tham gia tìm kiếm, dẫn đường và cung cấp thông tin. Với vụ sập cầu Phong Châu, đến ngày 13 tháng 9, tỉnh Phú Thọ mới gửi văn bản gửi các sở, ban, ngành liên quan về việc thực hiện tìm kiếm cứu hộ, cứu nạn sự cố sập cầu Phong Châu do nước lũ lúc này mới xuống mức báo động 1.
Vào chiều ngày 10 tháng 9, Đoàn Chủ tịch Ủy ban Trung ương Mặt trận Tổ quốc Việt Nam đã tổ chức lễ phát động quyên góp ủng hộ người dân bị ảnh hưởng bởi cơn bão, khi ngân sách nhà nước vẫn còn hạn chế. Tối cùng ngày, trước khi trận đấu giao hữu giữa đội tuyển bóng đá quốc gia Việt Nam và đội tuyển bóng đá quốc gia Thái Lan diễn ra, ban tổ chức và VFF đã quyết định dành 1 phút mặc niệm, chia sẻ cùng người dân và các địa phương bị thiệt hại do bão Yagi, và ngay sau đó đội tuyển Việt Nam đã ủng hộ đồng bào bão lũ số tiền 400 triệu đồng. Tính đến ngày 14 tháng 9, các tổ chức, cá nhân đã chuyển về tài khoản của Ban Vận động cứu trợ Trung ương 1.001 tỷ đồng ủng hộ đồng bào bị thiệt hại do bão số 3 và mưa lũ, và đến giữa tháng 11 năm 2024, con số đã đạt trên 2.185 tỷ đồng cũng như đã được phân bổ đến các địa phương. Nhiều cá nhân, tổ chức đã đứng ra tổ chức các chương trình từ thiện nhằm quyên góp, chia sẻ và cảm thông với những người dân phải gánh chịu hậu quả do bão. Diễn viên Đại Nghĩa thậm chí đã đến thôn Làng Nủ để trao quà hỗ trợ cho người dân sau thiên tai. Ông Nguyễn Xuân Khang, một thầy giáo tại trường Marie Curie ở Hà Nội đã tuyên bố nhận nuôi tất cả trẻ em Làng Nủ đến khi đủ 18 tuổi. Hải Phòng và Quảng Ninh dù nằm trong danh sách được hưởng gói cứu trợ trị giá 100 tỷ đồng sau bão của Chính phủ, tuy nhiên địa phương này cùng với tỉnh Quảng Ninh đã từ chối nhận gói cứu trợ kể trên, đồng thời tự cân đối nguồn lực để khắc phục hậu quả và dành phần cứu trợ cho các địa phương khác khó khăn hơn.

### Cứu trợ quốc tế
Ngày 11 tháng 9, Úc chuyển lô hàng cứu trợ khẩn cấp cho Việt Nam, và công bố khoản viện trợ ban đầu trị giá 3 triệu AUD. Mỹ thông qua cơ quan Cơ quan Phát triển Quốc tế Hoa Kỳ, đã viện trợ 1 triệu USD để hỗ trợ khắc phục những thiệt hại do bão Yagi gây ra tại Việt Nam. Ngày 12 tháng 9, Hàn Quốc đã quyết định cung cấp viện trợ nhân đạo trị giá 2 triệu USD cho Việt Nam. Ngày 14 tháng 9, Vương quốc Anh cũng tuyên bố viện trợ nhân đạo 1 triệu bảng Anh cho Việt Nam. Chính phủ Nhật Bản, thông qua Cơ quan Hợp tác Quốc tế Nhật Bản, đã gửi hàng cứu trợ khẩn cấp để hỗ trợ Việt Nam phục hồi sau thiệt hại do cơn bão gây ra. Văn phòng Điều phối các vấn đề nhân đạo của Liên hợp quốc (OCHA) đã gửi 2 triệu đô la Mỹ hỗ trợ Việt Nam ứng phó và khắc phục hậu quả cơn bão Yagi. Nhiều nước trên thế giới đã gửi lời chia buồn đến Việt Nam do những hậu quả mà bão Yagi và mưa lũ gây ra.

### Khắc phục hậu quả sự cố, thảm họa
Ngày 29 tháng 9 năm 2024, Lữ đoàn công binh 249 thuộc Binh chủng Công binh đã lắp đặt một cầu phao cách cầu Phong Châu bị sập khoảng 400m về phía hạ lưu sông Hồng để thay thế tạm thời cầu Phong Châu đã sập, phục vụ nhu cầu đi lại của người dân sau bão và mưa lũ. Từ 6 giờ sáng 30 tháng 9, cầu phao được đưa vào vận hành. Tháng 11 năm 2024, Phó Thủ tướng Thường trực Chính phủ Việt Nam Nguyễn Hòa Bình đã ký quyết định bổ sung 800 tỷ đồng từ nguồn dự phòng ngân sách Trung ương cho Bộ Giao thông Vận tải để đầu tư xây dựng cầu Phong Châu mới. Ngày 14 tháng 12 năm 2024, phần cầu Phong Châu còn lại bắt đầu được phá dỡ, và sau đó vài ngày, dự án Cầu Phong Châu mới được khởi động với trị giá 635 tỷ đồng.
Tại Lào Cai, khu vực đã chịu thiệt hại nặng từ ảnh hưởng của hoàn lưu bão Yagi, mỗi hộ dân chịu thiệt hại từ trận lũ quét tại Làng Nủ sẽ được bố trí từ 50 đến 60m2 diện tích đất ở tạm cư trong khoảng thời gian chờ khu tái định cư hoàn thiện. Khu tạm cư được thực hiện theo hình thức xã hội hóa. Ngày 21 tháng 9, tỉnh Lào Cai đã khởi công tái thiết khu dân cư thôn Kho Vàng ở xã Cốc Lầu, huyện Bắc Hà và khu tái định cư Làng Nủ của xã Phúc Khánh, huyện Bảo Yên, những địa bàn chịu ảnh hưởng nặng nề do bão lũ. Đến ngày 22 tháng 12, công trình Khu tái định cư cho người dân thôn Làng Nủ tại tỉnh Lào Cai, đã được khánh thành nhân dịp kỷ niệm 80 năm ngày thành lập Quân đội nhân dân Việt Nam.

## Đánh giá, tranh cãi và tác động xã hội

### Tác động xã hội

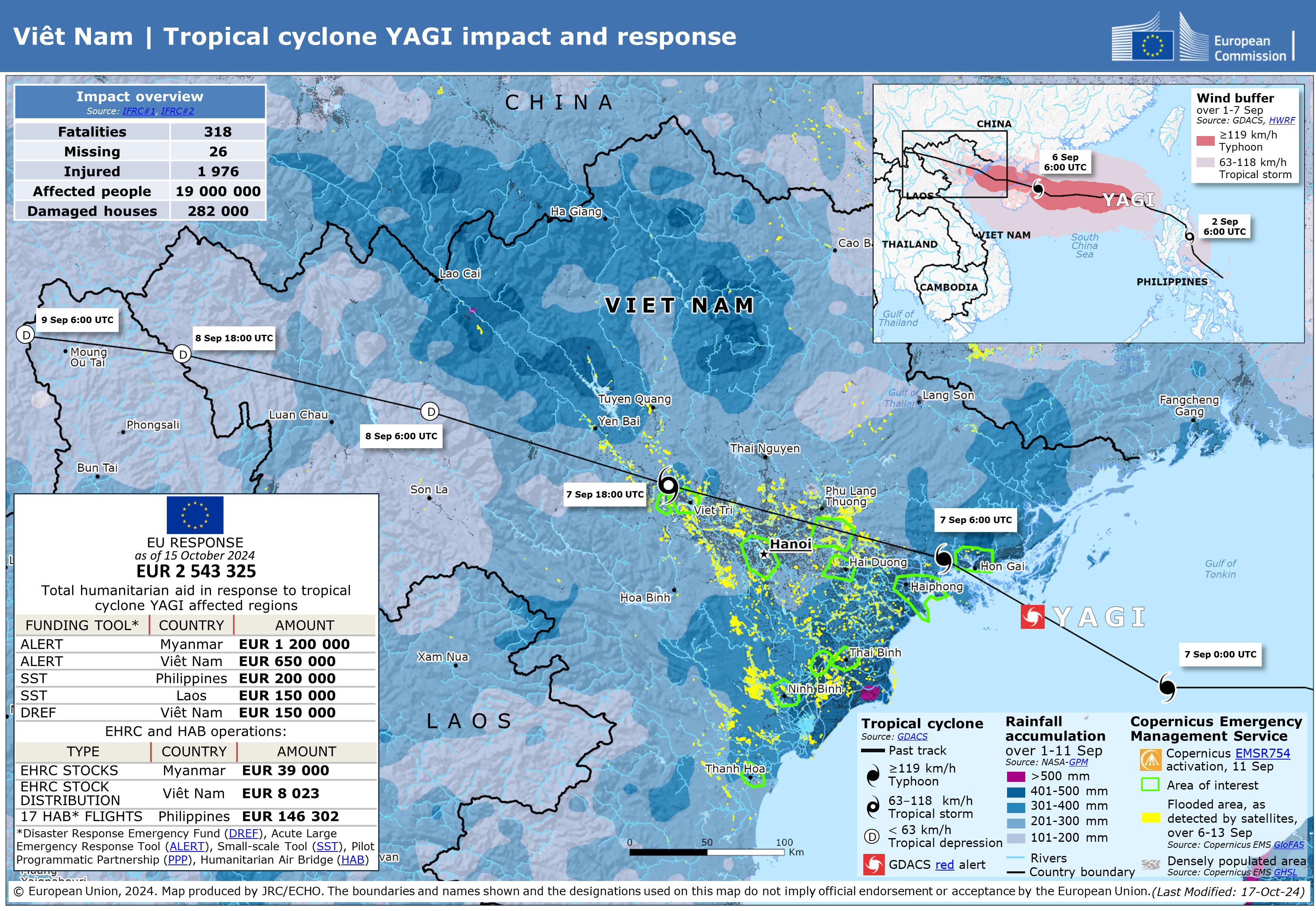
Bản đồ mức độ tác động của bão Yagi tại miền Bắc Việt Nam

Ảnh hưởng của Yagi và mưa lũ sau bão được đánh giá là đã gây sang chấn tâm lý nặng nề cho nhiều người dân tại khu vực thiên tai, nhất là trẻ em, người cao tuổi, đối tượng dễ bị tổn thương. Nhiều người dân chịu thiệt hại trực tiếp từ các cơn bão tỏ ra mệt mỏi, bất lực trước cảnh "đổ nát, hoang tàn, ngổn ngang, bề bộn" sau bão và lũ lụt.  Thủ tướng Việt Nam Phạm Minh Chính thậm chí đã "bật khóc" khi nhắc đến hiện trường vụ lũ quét ở Làng Nủ, và một lần nữa thể hiện cảm xúc này khi phát biểu trong chương trình "Điểm tựa Việt Nam" phát sóng ngày 15 tháng 9 nhằm động viên nhân dân vượt qua bão lũ. Báo Thanh Niên cho rằng hơn 10 ngày sau khi bão Yagi đổ bộ Việt Nam, "rất nhiều chuyện đã xảy ra, những mất mát, đau thương mà có lẽ phải rất, rất lâu nữa mới có thể nguôi ngoai, hoặc cũng có thể là không bao giờ", "tưởng chỉ có trong chiến tranh mới có những nỗi đau xé lòng như vậy", "hàng trăm người dân trong 1 ngôi làng trong tích tắc đã bị nhấn chìm sau tiếng nổ vang trời".
Tuy nhiên, bối cảnh bão Yagi và mưa lũ sau bão cũng được cho là đã khơi dậy tinh thần đoàn kết của người Việt Nam, niềm tự hào dân tộc tại quốc gia này. Thủ tướng Việt Nam Phạm Minh Chính đã "khẳng định quyết tâm khắc phục hậu quả của cơn bão lịch sử này", đồng thời kêu gọi "một người làm việc bằng hai", "miền Trung, miền Nam làm bù cho miền Bắc" để thúc đẩy tăng trưởng và phát triển, khắc phục hậu quả thiên tai. Một dự báo trong Nghị quyết số 143 của Chính phủ Việt Nam cho biết, tốc độ tăng trưởng GDP cả nước có thể giảm 0,15% so với kịch bản dự báo, tốc độ tăng trưởng của nhiều tỉnh thành phía Bắc như Quảng Ninh, Thái Nguyên, Lào Cai có thể giảm trên 0,5%, tuy nhiên đến cuối năm 2024, GDP Việt Nam ước tính vẫn tăng trưởng 7,09% dù chịu ảnh hưởng lớn từ Yagi và mưa lũ sau bão, vượt chỉ tiêu Quốc hội nước này giao là 6–6,5%.

### Đánh giá và tranh cãi
Theo nhiều báo chí Việt Nam, Yagi được cho là có nhiều "điểm dị thường" như tăng cấp nhanh, thời gian duy trì cấp độ siêu bão lâu mà "không giảm cấp theo quy luật thông thường", gây mưa rất lớn cho khu vực không nằm trong hoàn lưu bão. Chính phủ Việt Nam cũng đánh giá Yagi là cơn bão mạnh nhất tấn công đất liền quốc gia này trong 70 năm qua, cũng như mạnh nhất trong 30 năm qua trên biển Đông. Tuy nhiên, Trung tâm Dự báo khí tượng thủy văn quốc gia Việt Nam ở thời điểm ngày 7 tháng 9 chỉ đánh giá bão đổ bộ vào Quảng Ninh, Hải Phòng với cường độ cấp 12–13. Ngày 15 tháng 9, trong bản tin dự báo mùa định kỳ, Trung tâm này mới đánh giá bão Yagi đổ bộ với cường độ cấp 13–14 giật cấp 16–17, trong đó sức gió tại Bãi Cháy được đánh giá "mạnh 45m/s (cấp 14), giật 62m/s (cấp 17)" lúc 13 giờ 00 phút ngày 7 tháng 9, mặc dù sức gió 62 m/s (223 km/h) là trên cấp 17 theo thang bão đang được sử dụng và áp dụng tại Việt Nam (cấp 17 chỉ dừng ở 61,2 m/s). Đến tháng 10 năm 2024, trong một báo cáo gửi lên Ủy ban Bão Châu Á – Thái Bình Dương (ESCAP/WMO Typhoon Committee), bão Yagi được ngành khí tượng thủy văn Việt Nam đánh giá khi đổ bộ mạnh cấp 14–15 và gió giật cấp 17, với sức gió tại trạm Bãi Cháy mạnh 50 m/s (cấp 15), giật 63 m/s (trên cấp 17) ghi nhận lúc 13 giờ 21 phút ngày 7 tháng 9 năm 2024. Nhưng sau đó không lâu, Tổng cục Khí tượng thủy văn đã sửa lại báo cáo gửi lên Ủy ban Bão và đưa cường độ bão Yagi khi đổ bộ vào Việt Nam về mức đã công bố ở trong nước (cấp 13–14 giật cấp 16–17), tuy nhiên thừa nhận sức gió 62 m/s là trên cấp 17. Trong Hội nghị tổng kết công tác năm 2024 của Trung tâm Dự báo khí tượng thủy văn quốc gia ngày 18 tháng 12 năm 2024, cơ quan này đánh giá bão Yagi đổ bộ vào khu vực Quảng Ninh – Hải Phòng với gió mạnh cấp 10–12, đồng thời cho biết trạm quan trắc Bãi Cháy đo được gió cấp 14 ở độ cao 34 m, nhưng lại nhận về những ý kiến chỉ ra khó khăn, thiếu sót trong việc đánh giá bão tại hội nghị kể trên. Thủ tướng Phạm Minh Chính đã chỉ ra "chưa dự báo được sớm việc bão giật cấp 17 khi vào bờ và kéo dài trong đất liền; hoàn lưu bão, mưa lớn kéo dài trên diện rộng, có nơi tới 700 mm; dự báo lượng nước về các hồ đập, sông lớn chưa sát thực tế".
Ngoài ra, nhằm công khai minh bạch nguồn tiền cứu trợ theo quy định của pháp luật Việt Nam, tối ngày 12 tháng 9, Ủy ban Trung ương Mặt trận Tổ quốc Việt Nam đã công khai hơn 12 nghìn trang sao kê tiền ủng hộ người dân chịu thiệt hại bởi lũ lụt trên trang Facebook của cơ quan này. Từ đó, nhiều người dùng mạng Việt Nam kiểm tra và phát hiện nhiều tài khoản giả mạo số tiền từ thiện. Việc nhiều tài khoản, trong đó có cả người nổi tiếng đóng góp tiền từ thiện nhưng không đúng với nội dung số tiền đã công khai, gây nên tranh cãi trong nhiều ngày sau đó. Truyền thông Việt Nam đã gọi những trường hợp cố tình giả mạo số tiền từ thiện bằng cụm từ "phông bạt", nhằm ám chỉ tới những người có thái độ khoe mẽ, sống ảo. Trong số này, có những người đã lên tiếng xin lỗi, "ăn năn" với hành vi của mình, nhưng cũng có những người né tránh hoặc đổ lỗi. Theo báo Dân Trí, nhiều người cho rằng những thông tin về người đóng góp và khoản tiền từ thiện vẫn còn thiếu minh bạch, có thể làm ảnh hưởng đến uy tín của tập thể và cá nhân bằng cách lợi dụng lỗ hổng này để giả mạo số tiền và danh tính tài khoản đóng góp nhằm hạ bệ danh dự, uy tín cá nhân. Bên cạnh đó, bối cảnh Yagi và mưa lũ sau bão cũng khiến cho nhiều thông tin giả, sai sự thật, cắt ghép về hậu quả thiên tai tràn lan trên mạng xã hội tại Việt Nam, gây hoang mang trong nhân dân, thậm chí nhiều cá nhân đã lợi dụng việc này để kêu gọi các hoạt động quyên góp, từ thiện nhằm mục đích trục lợi. Chính phủ Việt Nam cho biết những người vi phạm có thể bị phạt tiền từ 2 đến 3 triệu đồng đối với hành vi "dùng thủ đoạn gian dối để chiếm đoạt tài sản", ngoài ra các cơ quan và địa phương Việt Nam cũng đã có những biện pháp ngăn chặn việc tung tin giả.
Tại Hà Nội, việc cây xanh gãy đổ do bão Yagi, trong đó hàng loạt gốc cây còn nguyên bao bọc rễ, trồng trong những hố nông nhỏ hẹp, nhiều dây nylon quấn chằng chịt, khiến tranh cãi nổ ra xung quanh việc trồng cây không đúng kỹ thuật làm cây đổ hàng loạt.